# Idroinformatica
L'idroinformatica è una branca dell'informatica che si concentra sull'applicazione delle tecnologie dell'informazione e della comunicazione (TIC) per affrontare i problemi sempre più gravi dell'uso equo ed efficiente dell'acqua per molti scopi diversi. Nata dalla precedente disciplina dell'idraulica computazionale, la simulazione numerica dei flussi d'acqua e dei processi correlati rimane un pilastro dell’idroinformatica, che incoraggia a concentrarsi non solo sulla tecnologia ma sulla sua applicazione in un contesto sociale.
Dal punto di vista tecnico, oltre all'idraulica computazionale, l’idroinformatica ha un forte interesse per l'uso di tecniche originarie della cosiddetta comunità dell'intelligenza artificiale, come le reti neurali artificiali o recentemente le macchine vettoriali di supporto e la programmazione genetica. Queste possono essere utilizzate con grandi raccolte di dati osservati allo scopo di fare data mining per la scoperta della conoscenza, o con dati generati da un modello esistente, basato sulla fisica, al fine di generare un emulatore computazionalmente efficiente di quel modello per qualche scopo.
L'idroinformatica riconosce la natura intrinsecamente sociale dei problemi della gestione dell'acqua e dei processi decisionali e si sforza di comprendere i processi sociali attraverso i quali le tecnologie vengono messe in uso. Poiché i problemi della gestione dell’acqua sono più gravi nella maggioranza del mondo, mentre le risorse per ottenere e sviluppare soluzioni tecnologiche sono concentrate nelle mani della minoranza, la necessità di esaminare questi processi sociali è particolarmente acuta.
L'idroinformatica attinge e integra l'idraulica, l'idrologia, l'ingegneria ambientale e molte altre discipline. Trova applicazione in tutti i punti del ciclo dell'acqua, dall'atmosfera all'oceano, e negli interventi artificiali in tale ciclo, come i sistemi di drenaggio urbano e di approvvigionamento idrico. Fornisce un supporto al processo decisionale a tutti i livelli, dalla governance alla politica, dalla gestione alle operazioni.
L'idroinformatica ha una crescente comunità mondiale di ricercatori e professionisti e molti istituti offrono programmi post-laurea in idroinformatica. Il Journal of Hydroinformatics fornisce uno sbocco specifico per la ricerca idroinformatica, e la comunità si riunisce per scambiare idee in occasione di conferenze biennali. Queste attività sono coordinate dalla sezione idroinformatica congiunta IAHR, IWA e IAHS.